# Sitana devakai
Espèce
Sitana devakai est une espèce de sauriens de la famille des Agamidae.

## Répartition
Cette espèce se rencontre au Sri Lanka et au Tamil Nadu en Inde.

## Étymologie
Cette espèce est nommée en l'honneur de Devaka Keerthi Weerakoon.

## Publication originale
- Amarasinghe, Ineich & Karunarathna, Botejue & Campbell, 2015 : Two new species of the genus Sitana Cuvier, 1829 (Reptilia: Agamidae) from Sri Lanka, including a taxonomic revision of the Indian Sitana species. Zootaxa, no 3915 (1), p. 67–98.